# エチレンプラント

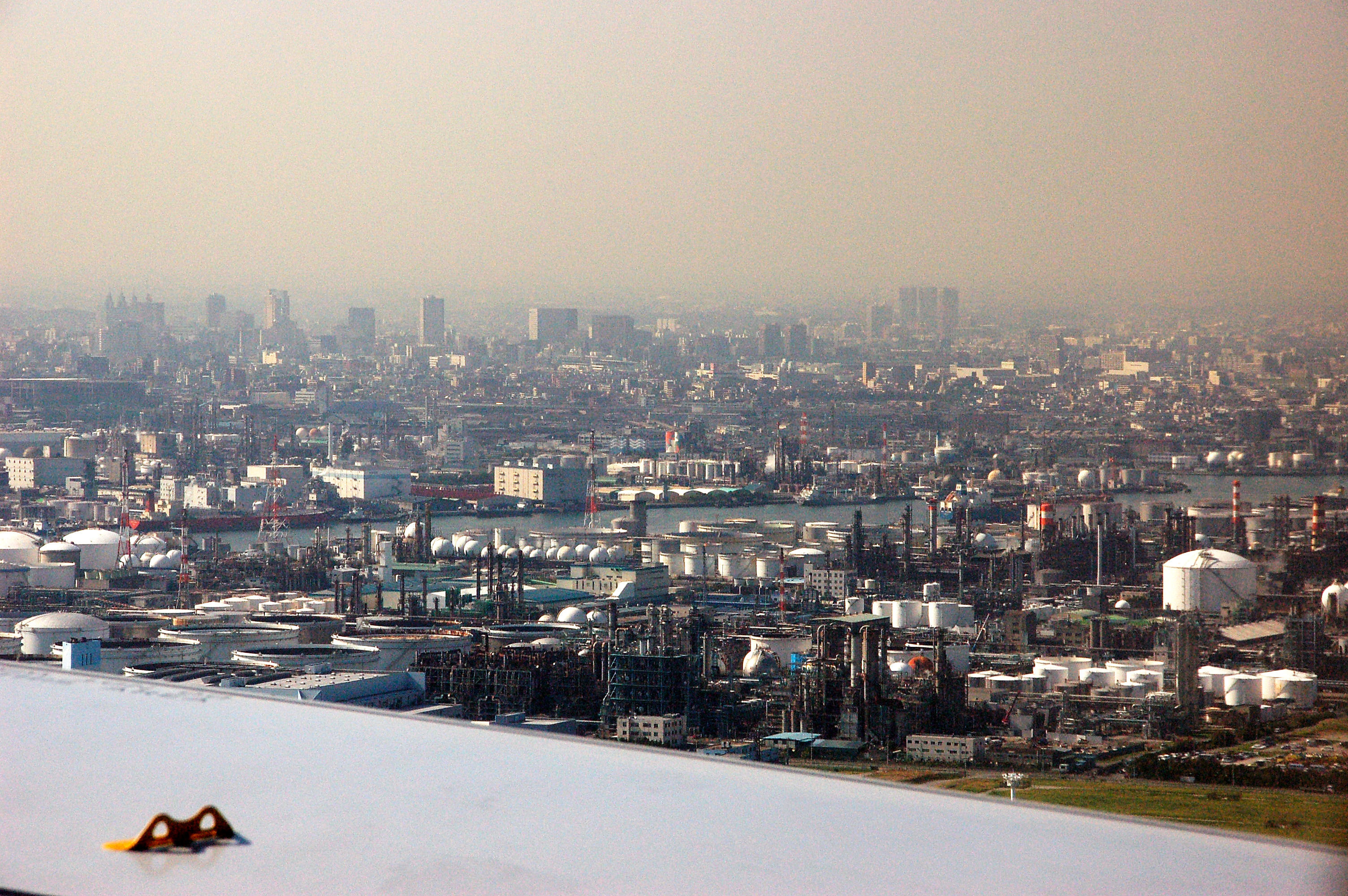
エチレンプラントを含む石油化学コンビナート

エチレンプラントは、石油化学工場において、炭化水素を熱分解、分離精製してエチレンなどの石油化学製品を生産する設備である。一般的な石油化学工場においてはエチレンプラントが他の設備への原料供給元となるので、エチレン生産能力が工場全体あるいはコンビナートの規模の尺度として用いられる。

## 原料
設備の設計に応じてエタン、LPG、ナフサ、灯油、軽油など各種の原料が処理可能なので、工場ごとの条件に応じて最適な原料が選定される。日本ではナフサが使用されることが圧倒的に多い。また天然ガス由来のエタン、LPG、コンデンセート（ナフサ相当の留分）が用いられることもある。この場合は厳密には石油化学ではなく天然ガス化学と呼ぶべきであるが、設備や製品はおおむね似通っているので石油化学の一種とみなすことも多い。なお、メタンはエチレンプラントの原料にはできない。メタンを原料に化学製品を生産するためには、C1化学と総称される全く別の技術体系が必要である。
天然ガス由来のエタン・クラッキング（天然ガス価格に連動）のコストは原油由来のナフサ・クラッキング（原油価格に連動）の3分の1ないし5分の1のコストで製造でき、日本の石油化学産業にとって大いな脅威となっている。米国ではシェールガスの利用が進むほか中東でも随伴ガスを利用したプラントの建設が進んでいる。

## 製品
エタンを原料とした場合は、エチレン収率が高いので純粋にエチレンの製造設備と考えてよい。しかし、それ以外の原料を使用した場合は、エチレン以外にプロピレン、ブタン、ブテン、ブタジエン、芳香族炭化水素（ベンゼン、トルエン、キシレン）など多様な製品が得られる。これらの製品を効率的に使用するために、エチレンプラントの下流には様々な生産設備が配置されて石油化学コンビナートを形成する。

## 設備の構成

### ナフサクラッキング
エチレンプラントは、熱分解工程と分離精製工程に分けることができる。
熱分解工程では、原料炭化水素と水蒸気の混合物を加熱炉内の反応管に導入しバーナーによって管の外側から加熱する。分解反応機構は無触媒ラジカル反応であり、反応温度は800-900℃、反応時間は0.1-1秒程度である。反応生成物は熱交換器によって急冷され、分離精製工程に進む。
分離精製工程では主として蒸留によって反応生成物を分離する。エチレンの蒸留精製においては水素、メタン、エチレン、エタンなどの混合物を液体にするために高圧かつ低温の運転条件となる。蒸留以外には、各種不純物除去、アセチレンなどのアルキンをアルケンに転換するための水素添加、ブタジエンを精製するための溶媒抽出などの処理がなされる。

### エタンクラッキング
一方中東、アメリカでは天然ガスに含まれるエタンを熱分解する方法が進んでいる。
エタン90％以上のガスを熱分解、発生するエチレンの他水素、ブタン、プロパン、アセチレンが生じる。
500-700℃に予熱した後、輻射管を通じて750-850℃に加熱し熱分解する。
分解反応(エタン→エチレン)
{\displaystyle {\ce {C2H6 -> C2H4 + H2}}}
二次反応(エチレン→アセチレン)
{\displaystyle {\ce {C2H4 -> C2H2 + H2}}}
管壁に炭素が析出するのを防ぐため、水蒸気を添加する。そのためスチームクラッキングとも呼ばれる。添加する水蒸気はエタン原料の3割の質量にも相当する。
二次反応を抑制するため、滞留時間は0.1-0.5秒に制限され、分解炉を出た後は200℃まで速やかに急冷される。
ブタン、プロパンなどは蒸留で取り除き、アセチレンはエチレンに水素化した上で未反応のエタンを取り除き最後にエチレンが残る。
天然ガス由来のエタン・クラッキング（天然ガス価格に連動）のコストは原油由来のナフサ・クラッキング（原油価格に連動）の3分の1ないし5分の1のコストで製造でき、日本の石油化学産業にとって大いな脅威となっている。米国ではシェールガスの利用が進むほか中東でも随伴ガスを利用したプラントの建設が進んでいる。

## 設備の運用
石油化学工場は、一度起動すると年単位の期間で連続運転するのが一般的で、エチレンプラントもその例外ではない。しかし、加熱炉管と分解生成物急冷熱交換器の内壁への炭素質コークの析出は避けることができず、運転期間中の除去が不可欠である。そこで、加熱炉と熱交換器のセットを並列に設置して定期的に切り替え運転し、一部の加熱炉と熱交換器を分解反応系から切り離した状態でコークを燃焼除去する。これをデコーキングという。

## 浸炭が及ぼすエチレン分解炉への影響
エチレン分解炉は主に炭化水素を流体とするので、それを1000℃以上に加熱するとやはり浸炭が起こるのは必然的である。その浸炭によってエチレン分解炉の材料に含まれるCrはCr炭化物となり、固くて脆いため割れを起こしてしまうので各製油所により浸炭度を測定する。浸炭を起こした材料は非磁性→磁性となるため、磁力を測定し浸炭度を調べる。
浸炭度 30％以上→目視出来る細かい割れ
浸炭度 1～5％→内面に微細な割れ
浸炭度 0.3％以下→無し

## 原子力エチレン焼成
石油ピークを過ぎて、石油枯渇により価格が高騰しており、石油節約と天然ガス/石炭からの人造石油化学合成(GTL/石炭液化)やオイルサンド油の水素化分解による軽質油製造が必要となりつつある。しかし、石炭液化にも、オイルサンド油の軽質化にも大量の水素が必要である。原子力による水の熱化学分解による水素製造も研究されてはいるものの、高温で硫酸を扱うなど材料面でのハードルが高く、実用化に時間が掛かりそうである。
そのために「超高温原子炉」とエチレンプラントを併設してナフサを核熱で熱分解する可能性が検討されている。

## 日本のエチレンプラント
日本では1958年にエチレンプラントを中核とする石油化学コンビナートが初めて稼動した。現在は国内14ヶ所にエチレンプラントがあり、合計のエチレン生産能力は2008年末時点で728万トン/年（定期修理を実施した場合の生産能力）に達している。エチレンプラントを所有している事業所をエチレンセンターと言う。以下はその一覧である。中には、コンビナートの中核としての機能を果たしていないものもある。
- 三菱化学株式会社：鹿島事業所、水島事業所
- 丸善石油化学株式会社・千葉工場
- 三井化学株式会社・市原工場
- 住友化学株式会社・千葉工場
- 京葉エチレン株式会社（丸善石油化学55%、住友化学45%の合弁会社）・千葉工場
- ENEOS株式会社・川崎製油所
- 東ソー株式会社・四日市事業所
- 大阪石油化学株式会社(三井化学の子会社)・大阪工場
- 山陽石油化学株式会社(旭化成ケミカルズの子会社)・水島製造所
- 昭和電工株式会社・大分コンビナート
- 出光興産株式会社・千葉工場、徳山工場

2010年現在、価格競争力を武器として中東や中国で巨大プラントが稼働し、国内で製造される汎用樹脂製品に関し、人件費、原料の調達コストなどの製造コストなどの面で不利な情勢になりつつある。エチレンプラントを主な対象として、企業をまたいだ再編計画が立ち上がり、実行に移されつつある。数年後には、このページに記載されているエチレンプラントの一部は廃止になる可能性がある。